# Will Aitken
Will Aitken é um romancista, jornalista e crítico de cinema americano-canadense. Originalmente de Terre Haute, Indiana, ele mora em Montreal, Quebec, desde que se mudou para essa cidade para estudar na Universidade McGill em 1972.
Em Montreal, ele foi co-fundador da primeira livraria LGBT da cidade, Librairie L'Androgyne, em 1973. Ele também trabalhou como jornalista de artes e crítico de cinema para uma variedade de meios de comunicação, incluindo a CBC, a BBC, a National Public Radio, o The Globe and Mail, a Maclean's, a The Paris Review, a Christopher Street e o National Post.[carece de fontes?]
Ele publicou seu primeiro romance, Terre Haute, em 1989. Desde então, ele publicou mais dois romances.
Ele ensinou estudos de cinema no Dawson College em Montreal. Em 2011, publicou Death in Venice: A Queer Film Classic, uma análise crítica do filme Death in Venice de Luchino Visconti, de 1971, como parte da série Queer Film Classics da Arsenal Pulp Press..[carece de fontes?]
Seu livro mais recente, Antigone Undone: Juliette Binoche, Anne Carson, Ivo Van Hove e a Arte da Resistência, foi publicado em janeiro de 2018. O livro foi finalista da lista de finalistas do Prêmio Hilary Weston Writers 'Trust Prize for Nonfiction.

## Trabalhos

### Romances
- Terre Haute. 1989, ISBN 978-0385298728.
- Uma visita ao lar. 1993, ISBN 978-0671747077.
- Realia. 2000, ISBN 978-0679310402.

### Não-ficção
- Death in Venice: A Queer Film Classic. 2011, ISBN 978-1551524184.
- Antígona Desfeita: Juliette Binoche, Anne Carson, Ivo Van Hove e a Arte da Resistência. 2018, ISBN 978-0889775213.

### Antologias
- Madder Love: Queer Men and the Precincts of Surrealism (ed. Peter Dubé). 2008